# Tachina pusilla
Tachina pusilla là một loài ruồi trong họ Tachinidae.